# Poljana, Preko
Poljana je manjše naselje in pristanišče v istoinenskem zalivu na severovzhodni obali otoka Ugljan, ki upravno spada pod občino Preko Zadrske županije.

## Geografija
Poljana, ki je najmanjše naselje na otoku, leži med naseljema Preko in Sutomišćica. Kraj je primeren za miren dopust. V Poljanah je manjše pristanišče zavarovano z okoli 50 m dolgim valobranom, za katerim leži manjši (20 m dolg) pomol, pri katerem je splavna drča. Pristan je  dokaj nezanesljivo kadar piha burja. Vstop v pristan usmerja svetilnik, ki stoji na koncu rta Sv. Petar. Svetilnik  oddaja svetlobni signal: Z Bl(2) 3s. Nazivni domet svetilnika je 3 milje.
Jugozahodno od Poljane stoji 238 mnm visok grič Vela Glava, s katerega je lep razgled na zadarski arhipelag.

## Gospodarstvo
Prebivalci se poleg turistične dejavnosti ukvarjajo še s kmetijstvom (gojenje sadja in oljk).

## Zgodovina
Kraj se prvič omenja 1534. Na rtu Sv. Petar stoji istoimenska cerkvica postavljena 1348. Med naseljema Preko in Poljana leži v morju otoček Galovac na katerem stoji Samostan svetega Pavla Puščavnika

## Demografija
| Pregled števila prebivalcev po letih | Pregled števila prebivalcev po letih | Pregled števila prebivalcev po letih | Pregled števila prebivalcev po letih | Pregled števila prebivalcev po letih | Pregled števila prebivalcev po letih | Pregled števila prebivalcev po letih | Pregled števila prebivalcev po letih | Pregled števila prebivalcev po letih | Pregled števila prebivalcev po letih | Pregled števila prebivalcev po letih | Pregled števila prebivalcev po letih | Pregled števila prebivalcev po letih | Pregled števila prebivalcev po letih | Pregled števila prebivalcev po letih |
| ------------------------------------ | ------------------------------------ | ------------------------------------ | ------------------------------------ | ------------------------------------ | ------------------------------------ | ------------------------------------ | ------------------------------------ | ------------------------------------ | ------------------------------------ | ------------------------------------ | ------------------------------------ | ------------------------------------ | ------------------------------------ | ------------------------------------ |
| 1857                                 | 1869                                 | 1880                                 | 1890                                 | 1900                                 | 1910                                 | 1921                                 | 1931                                 | 1948                                 | 1953                                 | 1961                                 | 1971                                 | 1981                                 | 1991                                 | 2001                                 |
| 437                                  | 495                                  | 534                                  | 642                                  | 744                                  | 728                                  | 900                                  | 803                                  | 848                                  | 843                                  | 713                                  | 694                                  | 448                                  | 448                                  | 270                                  |